# Banari
Banari (sardisk: Bànari) er en by og en kommune (comune) i provinsen Sassari i regionen Sardinien i Italien. Byen ligger i 419 meters højde og har 580 indbyggere (2016). Kommunen har et areal på 21,25 km² og grænser til kommunerne Bessude, Florinas, Ittiri og Siligo.